# Stade de baseball de Wolmyeong
Le Stade de baseball de Wolmyeong (en coréen : 월명종합경기장 야구장), est un stade de baseball sud-coréen situé dans la ville de Gunsan, dans la province du Jeolla du Nord.
Doté d’une capacité de 12 000 spectateurs, le stade sert d'enceinte à domicile pour le club des Kia Tigers.